# Heracleum mantegazzianum
Il pànace di Mantegazza o panace gigante (Heracleum mantegazzianum Sommier & Levier, 1895) è una pianta della famiglia delle Apiaceae, originaria del Caucaso.
L'epiteto specifico è un omaggio all'antropologo italiano Paolo Mantegazza  (1831–1910).

## Distribuzione e habitat

Diffusione del panace di Mantegazza in Europa

Il panace di Mantegazza è stato importato in Europa dal Caucaso alla fine del XIX secolo, come pianta ornamentale. Dal 1950, a partire dai giardini privati, la pianta si è diffusa e inselvatichita insediandosi nei prati, sulle rive dei fiumi e nei luoghi incolti, sia in pianura, sia a quote più elevate.
Produce ogni anno da 1 500 a 100 000 semi, i quali conservano la capacità di germinare per circa 7-15 anni e si propagano nel raggio di 50-100 metri con il vento e a ulteriore distanza attraverso i corsi d'acqua o attaccati al pelo degli animali. Non genera stoloni, mentre il fittone nella sua parte superiore ha una elevata forza rigenerativa.
La pianta è in grado di diffondersi con estrema rapidità ed è considerata, in particolare nelle isole britanniche e nell'Europa orientale, una delle specie più dannose. La sua pericolosità è legata principalmente alla tossicità cutanea e oculare della sua linfa, innescata dalla fotoesposizione, e alla capacità di minacciare la biodiversità provocando il deperimento e la distruzione della vegetazione indigena. Per tali motivi è ritenuta una pianta "indesiderata" e fa parte delle cosiddette "specie aliene invasive".
In Italia, dove varietà differenti di Heracleum sono ampiamente diffuse, il panace di Mantegazza si trova in Piemonte, Valle D'Aosta, Liguria occidentale, nell'estremo settentrionale della Lombardia e, secondo altre fonti, anche in Veneto, Trentino-Alto Adige e Friuli-Venezia Giulia, specialmente nel Nord della provincia di Udine. Segnalazioni sporadiche sono state riportate anche a Cremona, nel Bresciano, nella Bergamasca, in Val Camonica e nel Sassarese.

## Descrizione
La pianta è erbacea e di grandi dimensioni, con vigorosi fusti cavi spesso cosparsi di macchie rosse. Può arrivare a 2-5 metri di altezza, raramente fino a 7. Le foglie sono profondamente lobate, a tre o cinque segmenti con divisioni meno profonde, i fiori sono di color bianco o verde-giallastro, organizzati in infiorescenze ombrelliformi che raggiungono 50 cm di diametro mentre i frutti sono lunghi 10–14 mm e larghi 6–8 mm, obovati, bordati da peli irti. La fioritura ha luogo da giugno ad agosto.
Rispetto ad altre specie della stessa famiglia, il panace di Mantegazza presenta alcune caratteristiche inconfondibili:
- il colore delle foglie che, a differenza dell'angelica, dell'Heracleum maximum e della panace comune (Heracleum sphondylium), sono di un verde chiaro brillante tendente al giallo, con le già menzionate profonde lobature e segmentazioni;
- l'aspetto spesso e robusto del tronco, simile a quello del carciofo, striato di rosso scuro e contornato da peli irti;
- l'altezza e la mole, molto superiori a quelle delle altre piante citate;
- l'aspetto ovoidale dei frutti e del loro involucro che, nel momento della fioritura, rimane attaccato alla base dell'ombrella e tende ad appassire;
- il diametro e l'imponenza dell'ombrella, la più grande tra le ombrellifere.

## Pericolo per l'uomo e la biodiversità
Al tatto, in presenza o in seguito a irradiazione solare diretta o raggi UV, provoca gravi infiammazioni della pelle con estese lesioni bollose che possono lasciare cicatrici permanenti (fitofotodermatite). A volte può essere necessario il ricovero in ospedale. Piccole quantità di linfa negli occhi possono causare cecità temporanea o anche permanente. Queste reazioni sono dovute alla presenza nelle foglie, nei fiori, nei semi, nel tronco e nella radice di furanocumarine in grado di penetrare nel nucleo delle cellule epiteliali dell'epidermide e legarsi al loro DNA, uccidendole.
In caso di necessità di maneggiare o estirpare il panace, devono essere utilizzati guanti e vestiti protettivi, incluse protezioni per gli occhi. In caso di contatto con la pelle è necessario lavare accuratamente la sede colpita con acqua e sapone o con alcol ed evitare assolutamente l'esposizione solare per molti giorni, o addirittura settimane.
La pianta costituisce anche una minaccia per la biodiversità poiché tende a formare facilmente popolamenti densi e, grazie alle grandi foglie che generano una densa ombra, causa il deperimento e la distruzione della vegetazione indigena.

## Rimozione

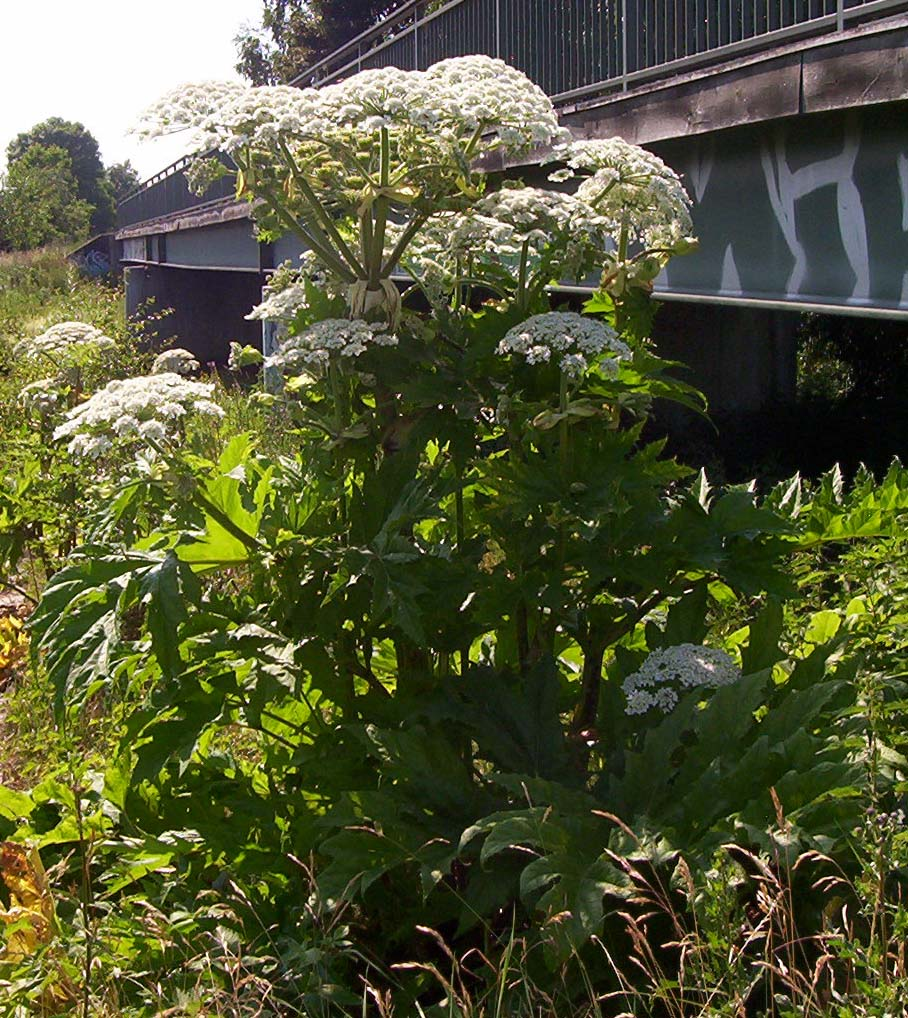
Panace di Mantegazza

A causa della fototossicità e della sua natura invasiva, il panace di Mantegazza è spesso oggetto di campagne nazionali di rimozione attiva, specie nei paesi europei in cui la sua diffusione rappresenta un problema reale (Regno Unito, Germania, Belgio, Svizzera e Scandinavia); in Germania ad esempio vengono spesi annualmente circa 44 milioni di euro per combattere specie aliene invasive tra cui proprio il panace di Mantegazza.
A seconda delle linee guida di lotta alla diffusione di questa pianta, sono descritte essenzialmente due metodiche di eradicazione:

### Rimozione in Svizzera
Metodica di eradicazione consigliata in Svizzera: recidere la parte superiore della radice (a una profondità di 10–15 cm) o tagliare le piante al livello del suolo al momento della fioritura, utilizzando adeguate protezioni. Le piante dovrebbero di preferenza essere rimosse dai giardini. Non diffondere né i semi né le piante. Bruciare le piante e le radici o consegnarle ai servizi di incenerimento dei rifiuti; non gettare nel compost e non consegnare ai servizi di raccolta dei rifiuti verdi. Segnalare agli uffici cantonali per la protezione della natura le nuove stazioni negli ambienti naturali protetti e nelle loro vicinanze.

### Rimozione in Regno Unito
Metodica di eradicazione suggerita nel Regno Unito: la pianta non dovrebbe essere abbattuta ma spruzzata a intervalli ripetuti con erbicidi come ad esempio 2,4-D, TBA, MCPA e dicamba che però sono poco efficaci nel combattere le radici. Il glifosato (Roundup) è considerato il più efficace, ma è pericoloso per le altre specie perché poco selettivo. In ogni caso, data la resistenza e possibilità dei semi di germinare anche dopo 15 anni, dopo il trattamento è necessario un lungo monitoraggio delle zone a rischio.

## La pianta nella cultura di massa
Il panace di Mantegazza e i problemi causati dalla sua rapida diffusione nel Regno Unito hanno ispirato il testo di un brano del gruppo rock britannico Genesis: The Return of the Giant Hogweed, dall'album Nursery Cryme del 1971 (giant hogweed è appunto il nome comune del panace in inglese). La storia di fantasia immagina uno scenario apocalittico in cui la pianta si propaga a dismisura fino a minacciare l'intera razza umana, contro la quale si vendica per essere stata trapiantata in terre lontane a scopo puramente estetico.